# Jan Třebický
Jan Třebický (* 9. prosince 1943) je český politik, v 90. letech 20. století poslanec České národní rady a Poslanecké sněmovny za ODS, později za Unii svobody, počátkem 21. století starosta města Počátky.

## Biografie
Ve volbách v roce 1992 byl zvolen do České národní rady za ODS (volební obvod Jihočeský kraj).
Od vzniku samostatné České republiky v lednu 1993 byla ČNR transformována na Poslaneckou sněmovnu Parlamentu České republiky. Zde mandát obhájil ve volbách v roce 1996 a ve sněmovně setrval až do voleb v roce 1998. Po celé období let 1992-1998 zasedal v rozpočtovém výboru, od února do prosince 1997 navíc v zahraničním výboru. V lednu 1998 opustil poslanecký klub ODS a přešel do klubu nově vzniklé Unie svobody.
V komunálních volbách roku 1994, komunálních volbách roku 2002, komunálních volbách roku 2006 a komunálních volbách roku 2010 byl zvolen do zastupitelstva města Počátky, přičemž roku 1994 byl kandidátem ODS, v ostatních volbách bezpartijní, ale k roku 2010 kandidoval coby nestraník za ODS. Profesně uvádí jako státní zaměstnanec a poradce. V roce 2004 se uvádí jako starosta Počátek. Starostenský post zastával v letech 2002-2006. V roce 2006 se zmiňuje jako jeden z bývalých poslanců Poslanecké sněmovny, který je ve sněmovně vídán coby odborný pracovník pro poslanecké výbory.